# Waldez Góes
Antônio Waldez Góes da Silva (Gurupá, 29 de octubre de 1961) es un político socialdemócrata brasileño miembro del Partido Democrático Laborista. Fue gobernador del estado brasileño de Amapá, cargo que consiguió en el 2002 y reeditó en las elecciones generales del 2006 sin necesidad de segunda vuelta.
En 1990 fue elegido diputado estadual. Participó en la colaboración de la Constitución de Amapá. Más adelante, en 1994, es reelecto como diputado estadual. Dos años después fue candidato a la alcaldía de 1996 siendo derrotado. Volvió a perder unas elecciones en 1998, pero esta vez a nivel estatal, ante João Alberto Capiberibe. Paso después a convertirse en colaborador en Río de Janeiro de Anthony Garotinho antes de volver a disputar y ganar las elecciones a gobernador. Dejó el cargo el 4 de abril de 2010 para disputar al cargo de senador de la República, pero no fue elegido.